# Gavião Peixoto
Gavião Peixoto est une municipalité brésilienne de l'État de São Paulo et la Microrégion d'Araraquara.